# Kush Maini
Kush Maini (Bangalore, 22 settembre 2000) è un pilota automobilistico indiano, attivo in Formula 2 dal 2023 e dal 2025 è pilota di riserva e collaudatore per il team Alpine.
Dal 2023, Mika Hakkinen è mentore e guida per la sua carriera. Anche suo fratello maggiore, Arjun, è a un pilota professionistico.

## Carriera

### Formula 4
Nel 2016 Maini doveva correre nel Campionato spagnolo di Formula 4 ma poi decide di gareggiare per il BVM Racing nel Campionato italiano di Formula 4 insieme a Lorenzo Colombo. La stagione inizia molto bene, il pilota indiano finisce a punti nelle prime sei gare, poi nella parte centrale dell'anno ha un calo di prestazioni. Maini si riprende nel round di Vallelunga, dove in gara-2 torna in zona punti e in gara-3 arriva terzo dietro a Juan Manuel Correa e Mick Schumacher, conquistando così il suo primo podio in monoposto.
Nel 2017 continua nella serie italiana ma passa al team Jenzer Motorsport. Il secondo anno risulta più positivo rispetto al precedente; Maini è costantemente in zona punti e conquista anche due podi, uno a Monza e altro a Imola. Il pilota indiano chiude ottavo in campionato.

### GB3 e Formula Regional
Dopo due anni di Formula 4, Maini passa al campionato britannico di Formula 3 con Lanan Racing. La stagione segna una svolta nella sua carriera, conquista la sua prima vittoria in monoposto a Rockingham e ottiene altri sette podi, Maini chiude al terzo posto in classifica molto lontano dal vincitore Linus Lundqvist. L'anno seguente, Maini passa alla Formula Renault Eurocup con il team M2 Competition. Nella prima gara stagionale a Monza conquista un ottimo terzo posto ma è l'unico durante la stagione. L'indiano chiude sesto in classifica generale, secondo tra i Rookie dietro a Caio Collet.
Nel 2020 Maini voleva restare nella serie Eurocup con il team R-ace GP, ma a causa della Pandemia di COVID-19 è costretto a modificare i suoi piani e torna nella F3 britannica con Hitech GP insieme a Reece Ushijima. Chiude la stagione al secondo posto dietro a Kaylen Frederick dopo aver conquistato tre vittorie.

### Formula 3

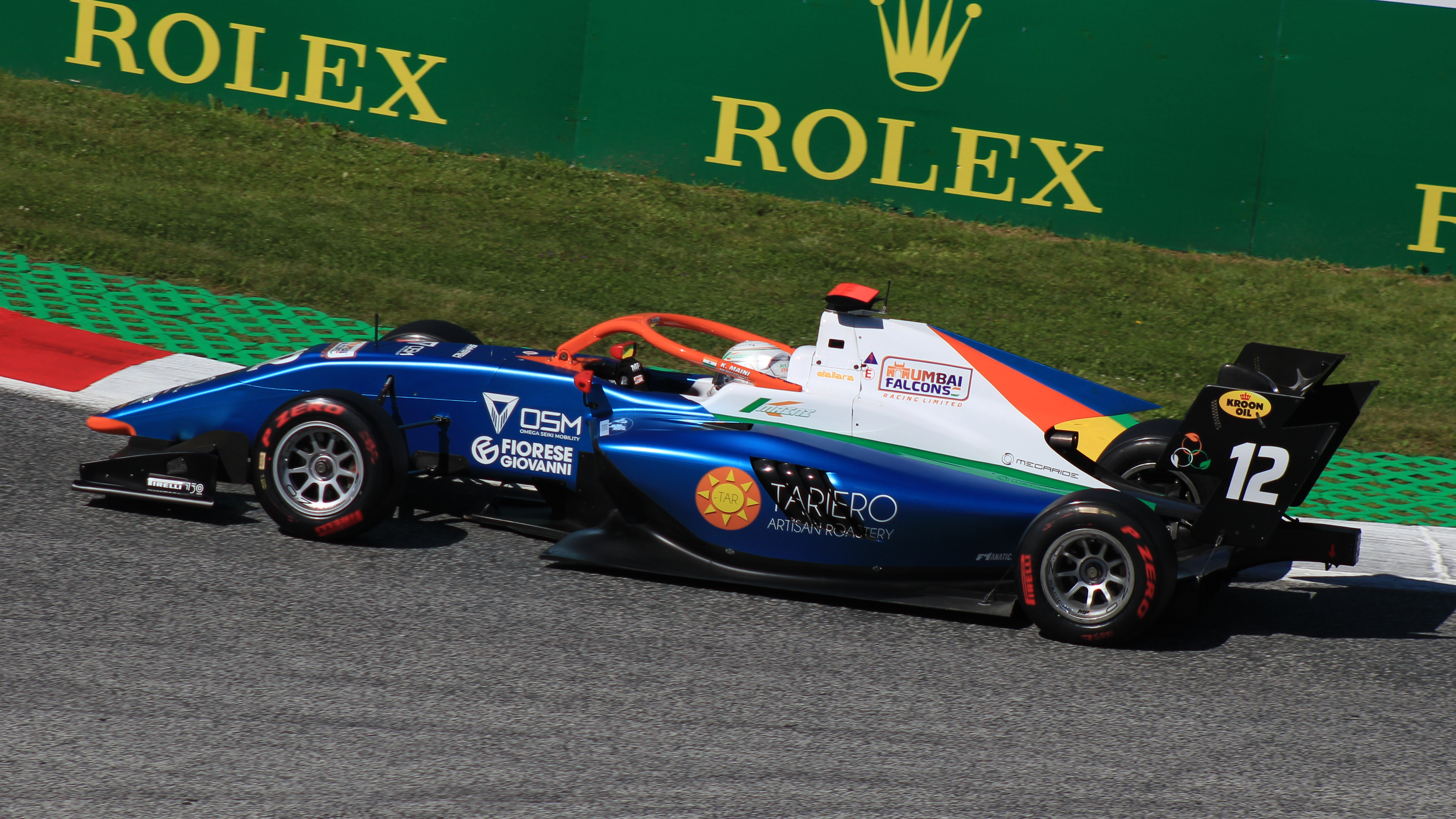
Kush Maini nel 2022 a guida della Dallara F3 2019

Nell'inverno nel 2021 Maini insieme a Jehan Daruvala partecipa con il team Mumbai Falcons alla Formula 3 asiatica, dove conquista un solo podio sul Circuito di Yas Marina. Nel 2022 Maini si unisce al team MP Motorsport insieme a Caio Collet e Aleksandr Smoljar per partecipare al Campionato FIA di Formula 3. Maini chiude quattordicesimo in classifica con 31 punti e un podio in gara-1 dell'Hungaroring.

### Formula 2

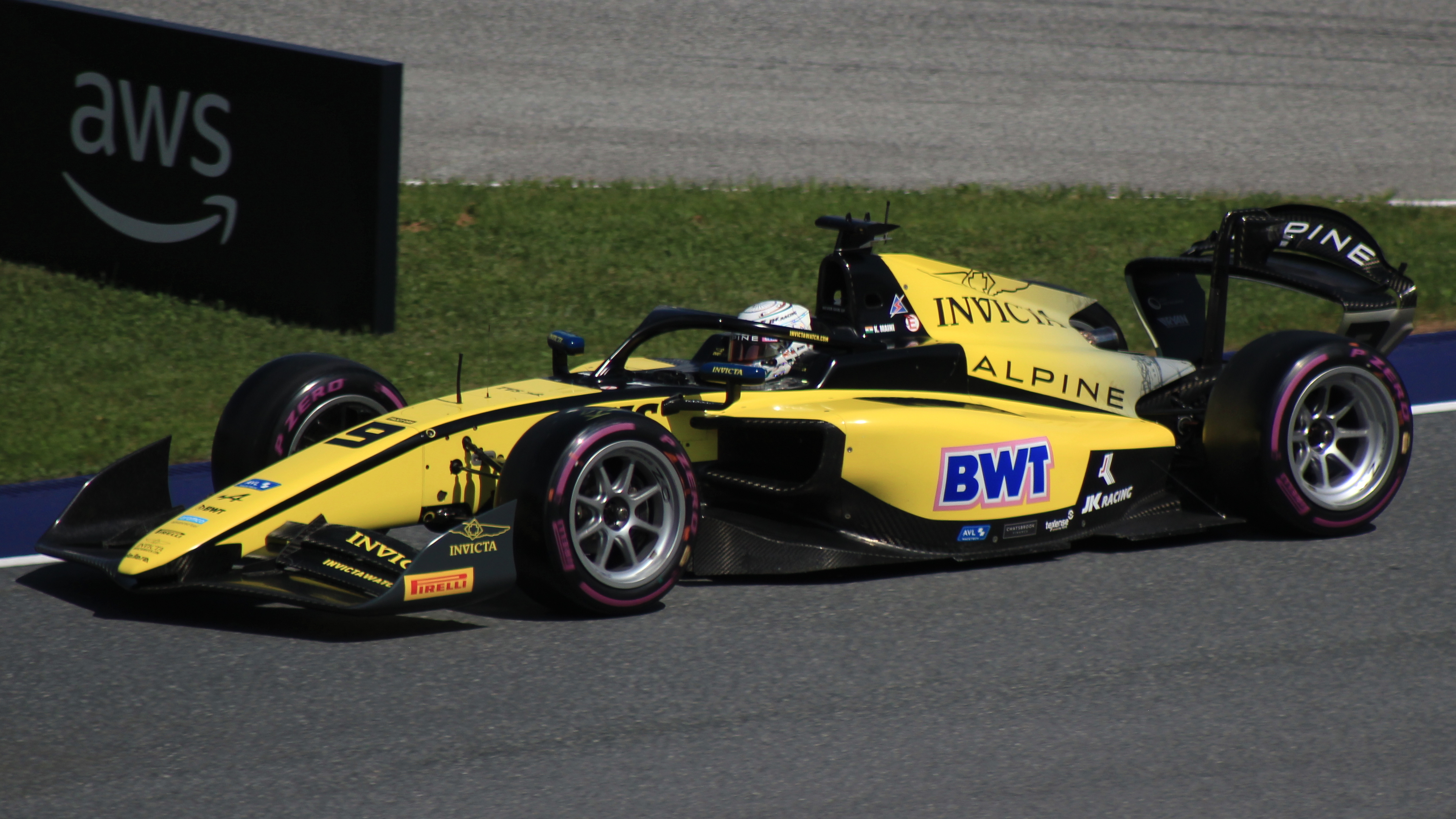
Kush Maini nel 2024 durante la stagione di F2

Nel 2023 Maini sale di categoria passando in Formula 2 con il team Campos Racing. Conquista il suo primo podio nella serie nella Sprint Race di Melbourne arrivando terzo dietro Dennis Hauger e Jak Crawford. Nel resto della stagione ottiene risultati altalenanti che lo portano undicesimo in classifica piloti.
L'anno seguente rimane in Formula 2 passando al team Invicta Virtuosi Racing in coppia con Gabriel Bortoleto. A Jeddah, nella Feature Race, ottiene il secondo posto dietro al brasiliano, Enzo Fittipaldi, ritorna a podio anche nella Sprint Race di Melbourne e nella Sprint Race di Barcellona. Nella Sprint Race del Hungaroring arriva secondo dietro Richard Verschoor, ma nel post gara il pilota olandese viene squalificato e Maini eredità la vittoria.
Nel 2025 correrà con il team DAMS al fianco di Jak Crawford per disputare la sua terza stagione nella categoria.

### Endurance
Nel 2021 partecipa al penultimo round del Campionato del mondo endurance in Bahrain, sostituendo Matej Konôpka nell'equipaggio del team ARC Bratislava nella classe LMP2. L'equipaggio riesce a conquistare un punto finendo la gara al decimo posto nella propria categoria.

### Test in Formula E e Formula 1
Nel novembre del 2023, Maini viene ingaggiato come collaudatore e pilota di riserva del team di Formula E, Mahindra Racing. Il pilota indiano nel 2024, scende in pista in due occasioni, la prima nei Rookie test di Misano e la seconda a Berlino.
L'11 marzo 2025, già membro della Alpine Academy, viene ufficializzato il suo passaggio nel team ufficiale come collaudatore e pilota di riserva.

## Risultati

### Riassunto della carriera
| Stagione | Categoria               | Team                    | Gare                      | Vittorie                  | Pole                      | GPV                       | Podi                      | Punti                     | Pos.                      |
| -------- | ----------------------- | ----------------------- | ------------------------- | ------------------------- | ------------------------- | ------------------------- | ------------------------- | ------------------------- | ------------------------- |
| 2016     | Formula 4 italiana      | BVM Racing              | 21                        | 0                         | 0                         | 0                         | 1                         | 53                        | 16°                       |
| 2017     | Formula 4 italiana      | Jenzer Motorsport       | 21                        | 0                         | 0                         | 0                         | 2                         | 114                       | 8°                        |
| 2017     | Formula 4 ADAC          | Jenzer Motorsport       | 3                         | 0                         | 0                         | 0                         | 0                         | 0                         | NC†                       |
| 2018     | Campionato GB3          | Lanan Racing            | 23                        | 1                         | 2                         | 4                         | 8                         | 366                       | 3°                        |
| 2019     | Formula Renault Eurocup | M2 Competition          | 20                        | 0                         | 0                         | 0                         | 1                         | 102                       | 6°                        |
| 2020     | Campionato GB3          | Hitech Grand Prix       | 24                        | 3                         | 2                         | 1                         | 12                        | 448                       | 2°                        |
| 2021     | Formula 3 asiatica      | Mumbai Falcons India    | 14                        | 0                         | 0                         | 2                         | 1                         | 55                        | 11°                       |
| 2021     | WEC - LMP2              | ARC Bratislava          | 1                         | 0                         | 0                         | 0                         | 0                         | 1                         | 30°                       |
| 2022     | Formula 3               | MP Motorsport           | 18                        | 0                         | 0                         | 0                         | 1                         | 31                        | 14°                       |
| 2023     | Formula 2               | Campos Racing           | 26                        | 0                         | 0                         | 0                         | 1                         | 62                        | 11°                       |
| 2023-24  | Formula E               | Mahindra Racing         | Collaudatore/Terzo Pilota | Collaudatore/Terzo Pilota | Collaudatore/Terzo Pilota | Collaudatore/Terzo Pilota | Collaudatore/Terzo Pilota | Collaudatore/Terzo Pilota | Collaudatore/Terzo Pilota |
| 2024     | Formula 2               | Invicta Virtuosi Racing | 28                        | 1                         | 1                         | 0                         | 5                         | 74                        | 13°                       |
| 2025     | Formula 1               | Alpine F1 Team          | Collaudatore/Terzo Pilota | Collaudatore/Terzo Pilota | Collaudatore/Terzo Pilota | Collaudatore/Terzo Pilota | Collaudatore/Terzo Pilota | Collaudatore/Terzo Pilota | Collaudatore/Terzo Pilota |

### Risultati Eurocup Formula Renault
(legenda) (Le gare in grassetto indicano la pole position) (Le gare in corsivo indicano Gpv)
| Anno | Team     | 1   | 2   | 3   | 4   | 5   | 6   | 7   | 8   | 9   | 10  | 11  | 12  | 13  | 14  | 15  | 16  | 17  | 18  | 19  | 20  | Punti | Pos. |
| ---- | -------- | --- | --- | --- | --- | --- | --- | --- | --- | --- | --- | --- | --- | --- | --- | --- | --- | --- | --- | --- | --- | ----- | ---- |
| 2019 | R-ace GP | MNZ | MNZ | SIL | SIL | MON | MON | LEC | LEC | SPA | SPA | NÜR | NÜR | HUN | HUN | CAT | CAT | HOC | HOC | YMC | YMC | 102   | 6º   |
| 2019 | R-ace GP | 3   | 5   | 18  | 6   | 10  | 11  | 6   | 21  | 5   | 9   | 7   | 8   | 15  | 5   | Rit | 12  | 7   | 4   | 6   | Rit | 102   | 6º   |

### Risultati Formula 3
(legenda) (Le gare in grassetto indicano la pole position) (Le gare in corsivo indicano Gpv)
| Anno | Team          | 1   | 2   | 3   | 4   | 5   | 6   | 7   | 8   | 9   | 10  | 11  | 12  | 13  | 14  | 15  | 16  | 17  | 18  | Punti | Pos. |
| ---- | ------------- | --- | --- | --- | --- | --- | --- | --- | --- | --- | --- | --- | --- | --- | --- | --- | --- | --- | --- | ----- | ---- |
| 2022 | MP Motorsport | BHR | BHR | IMO | IMO | CAT | CAT | SIL | SIL | RBR | RBR | HUN | HUN | SPA | SPA | ZAN | ZAN | MNZ | MNZ | 31    | 14°  |
| 2022 | MP Motorsport | 15  | 16  | 20  | 5   | 17  | 25  | 4   | 22  | 18  | 25† | 3   | 7   | 13  | Rit | 18  | 11  | 11  | Rit | 31    | 14°  |

### Risultati nel WEC
| Anno    | Squadra        | Classe | Vettura  | SPA | ALG | MNZ | LMS | BHR | BHR | Punti | Pos. |
| ------- | -------------- | ------ | -------- | --- | --- | --- | --- | --- | --- | ----- | ---- |
| 2021    | ARC Bratislava | LMP2   | Oreca 07 |     |     |     |     | 10  |     | 1     | 30°  |
| Legenda |                |        |          |     |     |     |     |     |     |       |      |

### Risultati in Formula 2
(legenda) (Le gare in grassetto indicano la pole position) (Le gare in corsivo indicano Gpv)
| Stagione | Team           | 1   | 2   | 3   | 4   | 5   | 6   | 7   | 8   | 9   | 10  | 11  | 12  | 13  | 14  | 15  | 16  | 17  | 18  | 19  | 20  | 21  | 22  | 23  | 24  | 25  | 26  | 27  | 28  | Punti | Pos. |
| -------- | -------------- | --- | --- | --- | --- | --- | --- | --- | --- | --- | --- | --- | --- | --- | --- | --- | --- | --- | --- | --- | --- | --- | --- | --- | --- | --- | --- | --- | --- | ----- | ---- |
| 2023     | Campos         | BHR | BHR | JED | JED | ALB | ALB | BAK | BAK | MON | MON | CAT | CAT | RBR | RBR | SIL | SIL | HUN | HUN | SPA | SPA | ZAN | ZAN | MNZ | MNZ | YMC | YMC |     |     | 62    | 11°  |
| 2023     | Campos         | 7   | 4   | 5   | 12  | 3   | 9   | 4   | 5   | 14  | 6   | 18  | 17  | 18  | Rit | 13  | Rit | 6   | 20  | 18  | 8   | C   | 18  | 5   | Rit | 11  | 9   |     |     | 62    | 11°  |
| 2024     | Invicta Racing | BHR | BHR | JED | JED | ALB | ALB | IMO | IMO | MON | MON | CAT | CAT | RBR | RBR | SIL | SIL | HUN | HUN | SPA | SPA | MNZ | MNZ | BAK | BAK | LUS | LUS | YMC | YMC | 74    | 13°  |
| 2024     | Invicta Racing | 13  | 7   | 8   | 2   | 3   | 12  | 8   | 14  | Rit | 17  | 2   | 6   | 7   | 17  | 3   | 19  | 1   | 7   | 13  | 15  | 11  | 15  | 9   | Rit | Rit | 15  | 17  | 12  | 74    | 13°  |
| 2025     | DAMS           | ALB | ALB | BHR | BHR | JED | JED | IMO | IMO | MON | MON | CAT | CAT | RBR | RBR | SIL | SIL | SPA | SPA | HUN | HUN | MNZ | MNZ | BAK | BAK | LUS | LUS | YMC | YMC | 21*   |      |
| 2025     | DAMS           | 16  | C   | 16  | 18  | 10  | 10  | 13  | 21  | 1   | 6   | 16  | 7   |     |     |     |     |     |     |     |     |     |     |     |     |     |     |     |     | 21*   |      |

* Stagione in corso.